# Cyornis pallidipes
El papamoscas ventriblanco (Cyornis pallidipes) es una especie de ave paseriforme de la familia Muscicapidae endémica de los Ghats occidentales, en el suroeste de la India. Los machos son de color azul oscuro, con las cejas algo más claras, y el vientre blanco. En cambio, las hembras tienen las partes superiores verde oliváceas, el rostro grisáceo y el pecho de color canela.

## Descripción

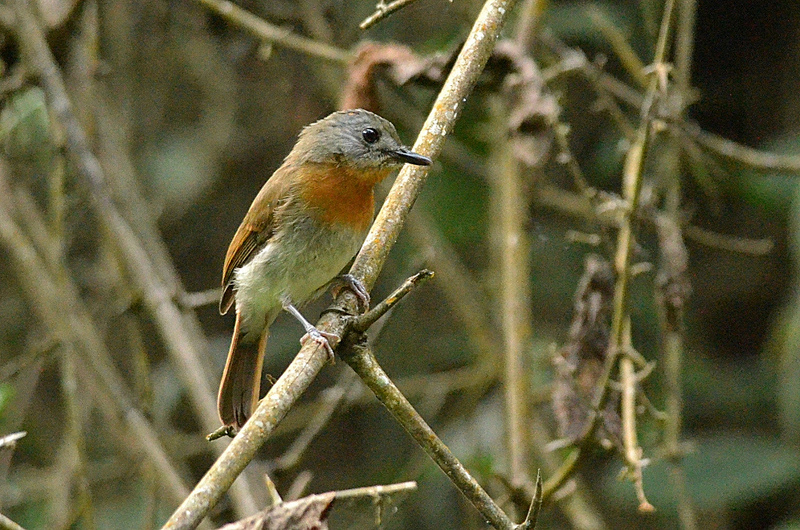
Hembra.

El papamoscas ventriblanco mide unos 13 cm de largo y tiene un pico puntiagudo relativamente largo. El macho es principalmente de color añil, con la frente y el supercilio de un azul algo más claro, y con el lorum y el frontal del rostro negruzcos. Su vientre es blanco, con sus flancos manchados en tonos grisáceos. La hembra tiene las partes superiores principalmente de tonos verdes oliváeos, aunque tiene el lorum blanquecino y el rostro grisáceo. Su garganta y pecho son de color canela que se va difuminando hacia el blanco del vientre. La hembra tiene la cola de color castaño, y puede diferenciarse de las de otros papamoscas parecidos por carecer en la cola de plumas con patrones blancos y negros. En las montañas Palni y en condiciones de poca luz puede confundirse con el coincidente alicorto ventriblanco, aunque tiene las patas más largas y es más probable verlo en el suelo.

## Distribución y hábitat

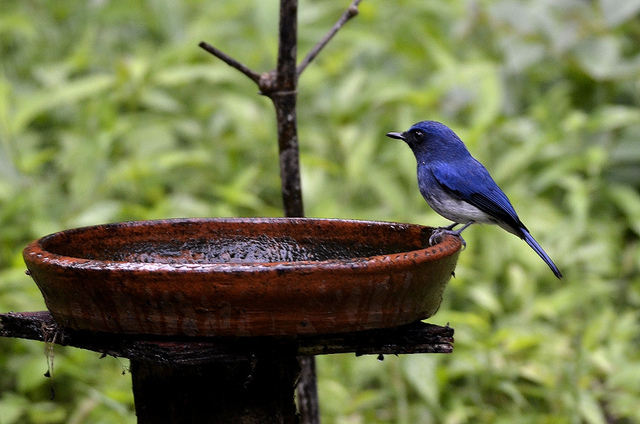
Ejemplar en Dandeli.

El papamoscas ventriblanco se encuentra en los bosques densos y bosques tipo shola de los Ghats occidentales, desde Mahabaleshwar extendiéndose hacia el sur por las montañas Nilgiri y Biligirirangana, hasta Kerala y el sur de Tamil Nadu. 
Se encuentra principalmente en el bosque montano tropical desde la base de las montañas hasta los 1700 m s. n. m. en las Nilgiri.

## Comportamiento y ecología
Generalmente se avista en solitario o en parejas, aunque también puede unirse a bandadas con otros pájaros en busca de alimento. Se alimenta en el sotobosque, a la sombra del bosque denso, donde se lanza en vuelos cortos para cazar insectos. El papamoscas ventriblanco tiende a estar quieto, alimentándose principalmente en la oscuridad de la umbría del bosque. Emite un canto suave y bajo que puede escucharse solo en la cercanía. Su canto es una serie inconexa de notas quebradas que suben y bajan con chasquidos y píos intercalados. 
Su época de cría es de febrero a septiembre, principalmente durante los monzones. Su nido es tiene forma de pequeño cuenco forrado cuidadosamente con musgo en su interior. Puede estar situado en lo alto de una roca recubierta de musgo, sobre os matorrales o en el hueco de un árbol o un talud de barro. Su puesta suele contener cuatro huevos de color azul turquesa claro con moteado pardo más denso en el extremo más ancho.